# نطام قابل للتكامل
في الرياضيات، قابلية التكامل هو خاصية لبعض الأنظمة الديناميكية. في حين أن هناك العديد من التعريفات الرسمية المتميزة، بشكل غير رسمي، فإن النظام القابل للتكامل هو نظام ديناميكي يحتوي على عدد كافٍ من الكميات المحفوظة، أو التكاملات الأولى، بحيث يكون لسلوكه درجات حرية أقل بكثير من أبعاد فضاء طوره؛ بمعنى أن تطورها يقتصر على عديدات طيات فرعية ضمن فضاء طورها.
غالبًا ما يُشار إلى ثلاث ميزات على أنها تميز الأنظمة القابلة للتكامل:
- وجود مجموعة قصوى من الكميات المحفوظة (الخاصية المحددة المعتادة للتكامل الكامل)
- وجود ثوابت جبرية، لها أساس في الهندسة الجبرية (خاصية تعرف أحيانًا باسم التكامل الجبري)
- التحديد الصريح للحلول في شكل وظيفي صريح (ليست خاصية جوهرية، ولكن غالبًا ما يشار إليها باسم قابلية الحل)